# Olof Törncrantz
Olof Törncrantz var en svensk allmogemålare och möbelmålare verksam i början av 1800-talet.
Törncrantz var verksam i Jämtland och Härjedalen som möbelmålare i början av 1800-talet. Med stöd av ett bevarat skåp målat och signerat 1817 kan man tillskriva honom ett flertal andra skåp och möbler. Hans målningar kännetecknas av att de ofta är försedda med en stel ranka med en enkel nyponros med en bård av småblommor vanligen grupperade i runda ringar samt en invändig målning med limfärg med stora rutor i vilkas skärningspunkter en enkel fyr-bladig blomma är placerad. 